# Fort Shawnee
Fort Shawnee és una població dels Estats Units a l'estat d'Ohio. Segons el cens del 2000 tenia 3.855 habitants.

## Demografia
Segons el cens del 2000, Fort Shawnee tenia 3.855 habitants, 1.524 habitatges, i 1.141 famílies. La densitat de població era de 206,4 habitants/km².
Dels 1.524 habitatges en un 32,6% hi vivien nens de menys de 18 anys, en un 62,3% hi vivien parelles casades, en un 9,4% dones solteres, i en un 25,1% no eren unitats familiars. En el 21,3% dels habitatges hi vivien persones soles el 7,7% de les quals corresponia a persones de 65 anys o més que vivien soles. El nombre mitjà de persones vivint en cada habitatge era de 2,53 i el nombre mitjà de persones que vivien en cada família era de 2,92.
Per edats la població es repartia de la següent manera: un 24,9% tenia menys de 18 anys, un 7,7% entre 18 i 24, un 27% entre 25 i 44, un 26,8% de 45 a 60 i un 13,6% 65 anys o més.
L'edat mediana era de 39 anys. Per cada 100 dones de 18 o més anys hi havia 94,4 homes.
La renda mediana per habitatge era de 46.723 $ i la renda mediana per família de 52.072 $. Els homes tenien una renda mediana de 41.908 $ mentre que les dones 25.438 $. La renda per capita de la població era de 19.916 $. Aproximadament el 2,4% de les famílies i el 2,7% de la població estaven per davall del llindar de pobresa.

## Poblacions més properes
El següent diagrama mostra les poblacions més properes.